# 想い出の旅路
『想い出の旅路』（おもいでのたびじ、原題：Love All the Hurt Away）は、アメリカ合衆国の歌手アレサ・フランクリンが1981年にアリスタ・レコードから発表したスタジオ・アルバム。

## 背景
タイトル曲ではフランクリンとジョージ・ベンソンのデュエット・ボーカルがフィーチャーされた。「ホールド・オン・アイム・カミン」はサム&デイヴが1966年にヒットさせた曲のカヴァーで、「無情の世界」はローリング・ストーンズのカヴァー、「今度は私」はダイアナ・ロスのカヴァーである。

## 反響・評価
アメリカでは総合アルバム・チャートのBillboard 200で36位、『ビルボード』のR&Bアルバム・チャートでは4位に達した。収録曲「ホールド・オン・アイム・カミン」は、第24回グラミー賞において最優秀女性R&Bボーカル・パフォーマンス賞を受賞した。
ロン・ウィンはオールミュージックにおいて5点満点中2点を付け「タイトル曲ではジョージ・ベンソンとの良質なデュエットが披露され、他にも幾つか満足のいく曲も含まれているが、全体的には期待外れである」と評している。一方、スティーヴン・ホールデンは1981年10月11日付の『ニューヨーク・タイムズ』紙において「フランクリンは相変わらずソウルフルというだけでなく、最新のサウンドにも対応している」「フランクリンとマーディンは、1960年代のゴスペルと1980年代のグラマラスなサウンドを、完璧に近いバランスで融合させている」と評している。

## 収録曲
1. 想い出の旅路 - "Love All the Hurt Away" (Sam Dees) - 4:12
2. ホールド・オン・アイム・カミン - "Hold On I'm Comin'" (David Porter, Isaac Hayes) - 5:14
3. リヴィング・イン・ザ・ストリート - "Living in the Streets" (Rod Temperton) - 3:54
4. スター・フォー・エヴリワン - "There's a Star for Everyone" (Allee Willis, Don Yowell, David Lasley) - 4:27
5. 無情の世界 - "You Can't Always Get What You Want" (Mick Jagger, Keith Richards) - 5:19
6. 今度は私 - "It's My Turn" (Carole Bayer Sager, Michael Masser) - 5:29
7. トゥルース・アンド・オネスティ - "Truth and Honesty" (Burt Bacharach, C. B. Sager, Peter Allen) - 4:16
8. サーチ・オン - "Search On" (Chuck Jackson) - 4:48
9. たくさん愛して - "Whole Lot of Me" (Aretha Franklin) - 3:25
10. 男って - "Kind of Man" (A. Franklin) - 4:20

### 2012年リマスターCD (CDBBR 0189)ボーナス・トラック
1. "Hold On I'm Comin' (12" Extended Version)" (D. Porter, I. Hayes) - 6:44
2. "Living in the Streets (12" Extended Remix)" (R. Temperton) - 6:17
3. "It's My Turn (Single Version)" (C. B. Sager, M. Masser) - 4:13

## 参加ミュージシャン
- アレサ・フランクリン - リード・ボーカル(all songs)、ピアノ(on #6, #7, #8, #9)、バッキング・ボーカル(on #3)
- ジョージ・ベンソン - リード・ボーカル(on #1)
- バジー・フェイトン - ギター(on #1, #7)
- デヴィッド・ウィリアムズ - ギター(on #2, #4, #5, #7, #8, #9, #10)、ベース(on #3)
- スティーヴ・ルカサー - ギター(on #5, #6, #7, #8, #9)
- デイヴィッド・フォスター - エレクトリックピアノ(on #1, #3)、シンセサイザー(on #1)
- グレッグ・フィリンゲインズ - ピアノ(on #2, #10)、シンセサイザー(on #3, #4, #5, #6, #7, #10)、エレクトリックピアノ(on #6)
- ロビー・ブキャナン - シンセサイザー(on #2)、ピアノ(on #4)
- デヴィッド・ペイチ - エレクトリックピアノ(on #5, #7, #8, #9)
- ルイス・ジョンソン - ベース(on #1, #3)
- マーカス・ミラー - ベース(on #2, #4, #5, #7, #8, #9, #10)
- エイブラハム・ラボリエル - ベース(on #6)
- ジェフ・ポーカロ - ドラムス
- パウリーニョ・ダ・コスタ - パーカッション(on #1, #3, #5)
- スティーヴ・フェローン - タンバリン(on #7)
- エディ・ダニエルズ - アルト・サクソフォーン(on #1)
- フィル・エイリング - リコーダー(on #10)
- ジェリー・ヘイ、ラリー・ウィリアムズ、ジム・ホーン、ビル・ライヒェンバッハ、ゲイリー・グラント、ゲイリー・ハービグ、ロニー・キューバー、セルダン・パウエル、ジョン・ファディス、アービー・グリーン、ジョー・シェプレー、ウィリアム・スラピン - ホーン・セクション
- マーシー・レヴィ - バッキング・ボーカル(on #1, #3, #4, #5, #7, #8)
- マーク・スティーヴンス - バッキング・ボーカル(on #1, #3, #4, #5)
- シシー・ヒューストン（英語版） - バッキング・ボーカル(on #2, #4, #6, #7)
- エステル・ブラウン - バッキング・ボーカル(on #2, #4, #6, #7)
- ダーレン・ラヴ - バッキング・ボーカル(on #2, #4, #6, #7)
- マーガレット・ブランチ - バッキング・ボーカル(on #2, #4, #5, #6)
- デヴィッド・ラズリー - バッキング・ボーカル(on #4, #5)
- アーノルド・マッカラー - バッキング・ボーカル(on #4, #5)
- ジョー・アン・ハリス - バッキング・ボーカル(on #5, #7, #8)
- マーナ・スミス - バッキング・ボーカル(on #6, #7)
- リンダ・ローレンス - バッキング・ボーカル(on #7, #8)